# Gomad
Gomad – Fabryka Maszyn do Drewna „Gomad” sp. z o.o. to fabryka w Gorzowie Wielkopolskim położona na granicy dzielnic Piaski i Śródmieście.

## Historia
Historia zakładu zaczęła się po II wojnie światowej od warsztatów naprawczych samochodów, maszyn i ciągników na potrzeby leśnictwa.  Fabryka powstała w 1952 roku jako Gorzowskie Zakłady Przemysłu Maszynowego Leśnictwa. Zakład mieścił się w dwóch lokalizacjach, przy ul. Adama Mickiewicza i ul. Mieszka I. W 2003 roku zakład przekształcono w  spółkę z ograniczoną odpowiedzialnością. Mieścił się przy ul. Kosynierów Gdyńskich 56. Zakłady przy ul. Mieszka I i Mickiewicza zostały sprzedane lub wydzierżawione. Od jesieni 2022 jest w stanie upadłości. Tereny po zakładzie próbował sprzedać syndyk.

## Produkty
Fabryka początkowo produkowała proste narzędzie leśne, a z czasem wprowadziła bardziej zaawansowane urządzenia. W marcu 1959 roku uruchomiono produkcję ciągników Dzik (w 1959 roku produkowano równolegle dwa modele pojazdu: Dzik oraz Dzik 2). Do 1973 roku wyprodukowo 16 tysięcy ciągników Dzik. Na przełomie lat 50. i 60. rozpoczęto produkcję obrabiarek do drewna, których produkcja stała się zasadniczą działalnością firmy. Wytwarzano również glebogryzarki Mrówka i korowarki Kubuś. W 1996 roku w zakładzie skonstruowano pierwszą w Polsce sterowaną numerycznie obrabiarkę do drewna CNC. Zakład produkował frezarki sterowane numerycznie m.in. pionowe frezarki górno- i dolnowrzecionowe, piły tarczowe, wiertarki, wiertarko-frezarki, kołczarki. W roku 2004 uruchomiono produkcje automatów wiertarskich o dużej wydajności, oraz produkowano różne frezarki, wiertarki, automaty wiertarskie, wiertarko frezarki, pilarki tarczowe, grubościówki i obrabiarki specjalne projektowane i budowane na indywidualne zamówienia. W roku 2010 w przedsiębiorstwie zatrudnionych było około 90 osób.
Fabryka zajmowała czołowe miejsce wśród producentów maszyn do obróbki drewna. Brała udział w targach, wystawach zdobywając nagrody. Produkowane urządzenia były eksportowane m.in. do USA, Niemiec, Anglii, Belgii, Holandii, Rosji, Ukrainy, Litwy, Białorusi i Węgier.